# François Sterchele
François Sterchele (14. března 1982, Lutych – 8. května 2008, Vrasene, Beveren, Belgie) byl belgický fotbalový útočník a reprezentant. Na klubové úrovni hrál pouze v Belgii.
V sezóně 2006/07 se stal s 21 vstřelenými góly v dresu Beerschot AC nejlepším kanonýrem belgické nejvyšší ligy.
8. května 2008 ráno během cesty vozidlem Porsche Cayman narazil do stromu a zraněním podlehl.

## Reprezentační kariéra
François Sterchele debutoval v A-mužstvu Belgie 24. 3. 2007 v kvalifikačním utkání v Lisabonu proti týmu Portugalska (prohra 0:4). Celkem odehrál v roce 2007 za belgický národní tým 4 zápasy, branku nevstřelil. 